# Vanessa Yeboah
Vanessa Yeboah (* 2002 in München) ist eine deutsch-ghanaische Schauspielerin. Sie ist für ihre Rollen in den ARD-Serien Schwarze Früchte und Made in Germany bekannt.

## Leben
Yeboah wurde 2002 in München geboren besitzt neben der deutschen auch die ghanaische Staatsbürgerschaft. Sie lebt in München. In ihrer Freizeit befasst sich Yeboah mit traditionellem und zeitgenössischem afrikanischem Tanz. Zudem spielt sie Handball.

## Wirken
Im Jahr 2024 spielte Yeboah in der Rolle der Lotta in der TV-Serie Schwarze Früchte von ARD und Degeto. In dieser Serie hat sie eine fortlaufende Hauptrolle. Die Serie wurde für ihre authentische Darstellung und die vielfältige Besetzung aus überwiegend queeren und schwarzen Menschen gelobt.
Im selben Jahr übernahm sie die Rolle der Coumba in der TV-Serie Made in Germany. Hier hat sie die Hauptrolle in einer Episode. Die Serie erzählt sechs postmigrantische Geschichten und wurde für die Darstellung des deutschen Alltags aus verschiedenen Perspektiven positiv bewertet.

## Filmografie
- 2024: Schwarze Früchte (Fernsehserie, 6 Folgen)
- 2024: Made in Germany (Fernsehserie, 5 Folgen)
- 2024: Blutige Anfänger (Fernsehserie, 1 Folge)